# Fornåsa
Fornåsa is een plaats in de gemeente Motala in het landschap Östergötland en de provincie Östergötlands län in Zweden. De plaats heeft 454 inwoners (2005) en een oppervlakte van 47 hectare.